# Roketa
Roketa (lat. Roccus) liturgijsko je ruho biskupa i prelata. Za razliku od kote, roketa ima uske rukave. Na rubovima je ukrašena čipkom ispod koje je obično crvena ili ljubičasta svila. Prije liturgijskih reformi Drugog vatikanskog sabora, roketa je bila simbol juristikcije, zato je pokrivana manteletom kad je prelat bio van svoje juristikcije.